# Prosthaptus krugerensis
Prosthaptus krugerensis es una especie de coleóptero de la familia Cantharidae.

## Distribución geográfica
Habita en Sudáfrica.